# Дудчани
Дудча́ни — село в Україні, у Милівській сільській громаді Бериславського району Херсонської області.  Розташоване на березі Каховського водосховища.

## Географія
У селі річка Перетівка до моменту створення Каховського водосховища впадала у Дніпро.
На захід від села розташоване заповідне урочище — «Стояни».

## Історія
Найдавнішою археологічною пам’яткою, виявленою біля Дудчан, є залишки поселення епохи пізньої бронзи/друга половина II – початок I тисячоліть до н. е. До більш пізнього часу належить поселення і поховання першої половини I тисячоліття н. е. «Наймолодшими» пам’ятками є залишки середньовічного посуду ХІІІ ст. до н.е.

### Заснування
У 1780 році на схилах однієї Придніпровської балки оселився полковник Іван Дудка зі своїми козаками — вони й стали засновниками села. Прізвище полковника дало назву населеному пункту. 1782 року Катерина II подарувала ці землі поміщику Перетову (до 1853 року село мало назву Перетівка). Йому належало близько п'ятнадцяти тисяч десятин землі. Незадовго до реформи 1861 року село перейшло до поміщика Старицького. У 1862 році Старицький програв у карти свою землю та маєток московському купцеві Олександру Дуриліну.
Перша офіційна згадка про село була у статистичному збірнику 1890 р., де повідомлялось, що село заснували у 1780 р. «рос. … местные люди (168 душ обоего пола), позже из великорусских губерний».

### Село за Дуриліна
Господарство Дуриліна мало тваринницький напрямок. У степах і плавнях випасали худобу. Для переробки продукції на продаж відкрили цех «Салгани», де стригли овець, забивали худобу, токанили м'ясо. Біля притоки Дніпра знаходився рибзавод. Тут солили, сушили, коптили, в'ялили рибу і відправляли по Дніпру в Київ та Санкт-Петербург. За ініціативи Дуриліна у селі побудували школу, медпункт, міст через річку Перетівку. Досвідчені місцеві муляри Шабанов О., Марков Д., Шпак Г. та інші закінчили будівництво церкви, яку розпочав Старицький. За десятину землі, здану в оренду, Дурилін брав 5-7 крб., а пізніше — 10-12. Крім подушного податку селяни здавали поземельний податок, земські збори, натуральні повинності: шляхова, підвізна.
Тяжке життя спонукало селян до боротьби проти поміщика Дуриліна та місцевих куркулів. З 2 червня по 23 жовтня 1905 року в економії багатіїв селяни спалили 7 амбарів із зерном, скирти сіна, соломи. У грудні, цього ж року, розгромили хутір Кривошеїна. Поміщики викликали каральний загін, бунтівників схопили і жорстоко покарали.

### Голодомор
Протягом зими 1932-33 років у Дудчанах від голоду померло понад сто осіб. Люди блукали степом у пошуках чогось їстівного. Насіння кураю мололи на борошно І пекли на солідолі «коржики». З'їли собак і котів, ловили ховрахів. У плавнях рвали паслін, гірчак та інше. Були випадки канібалізму. Голодомор торкнувся кожної родини.

### Друга Світова війна
На фронтах Другої світової воювало 250 дудчанців. 144 з них загинули в боях з нацистськими загарбниками. 87 дудчанців нагородили орденами і медалями.
12 червня 2020 року, відповідно до Розпорядження Кабінету Міністрів України від № 726-р «Про визначення адміністративних центрів та затвердження територій територіальних громад Херсонської області», увійшло до складу  Милівської сільської громади.
19 липня 2020 року, в результаті адміністративно-територіальної реформи та ліквідації   Бериславського району (1923—2020), увійшло до складу новоутвореного Бериславського району.

### Російсько-українська війна
Село було захоплене російською армією у період з 10 по 12 березня 2022 року під час наступу росіян з боку тимчасово окупованого Криму.
28 серпня ОК «Південь» повідомило про знищення протягом доби російського складу з боєприпасами у Дудчанах.
ЗСУ увійшли на територію селища 2 жовтня, проте декілька днів контролювали лише північну частину населеного пункту. 
6 жовтня на мапах DeepStateMapLive село було позначене як визволене повністю, проте невдовзі південна частина села знову потрапила до так званої сірої зони. 
Остаточно ж Дудчани було звільно у ході наступу українських Збройних Сил 9 листопада.
Після звільнення село перебуває під постійним вогнем російської армії.

## Населення
Згідно з переписом УРСР 1989 року чисельність наявного населення села становила 2222 особи, з яких 1026 чоловіків та 1196 жінок.
За переписом населення України 2001 року в селі мешкали 2102 особи.

### Мова
Розподіл населення за рідною мовою за даними перепису 2001 року:
| Мова            | Кількість | Відсоток |
| --------------- | --------- | -------- |
| українська      | 2016      | 95.91%   |
| російська       | 59        | 2.80%    |
| вірменська      | 13        | 0.62%    |
| румунська       | 4         | 0.19%    |
| гагаузька       | 2         | 0.10%    |
| білоруська      | 1         | 0.05%    |
| інші/не вказали | 7         | 0.33%    |
| Усього          | 2102      | 100%     |

## Депортація бойків
15 лютого 1951 року було підписано угоду, за якою СРСР передавав Польщі ділянку державної території в Дрогобицькій області загальною площею 480 км². У цій території опинився повністю Нижньо-Устрицький район (27 сільських рад і районний центр), три сільради Стрілківського р-ну (Бистрянська, Липецька і Міхновецька) і чотири сільради Хирівського р-ну (Коростенківська, Ліскуватенська, Нановська і Стебницька). Внаслідок цього обміну було переселено вглиб УРСР 51 тисяча українців з 42 населених пунктів: ця «внутрішньоукраїнська» депортація тривала з травня по жовтень 1951 року. СРСР отримав натомість ділянку в районі міст Кристинопіль, Белз і Угнів, з покладами кам'яного вугілля та залізничною гілкою, яка поєднувала Львів з Володимир-Волинським і Ковелем. Частина виселених з гір українців (мешканців етнічної Західної Бойківщини) було розселено також і в цьому районі, а в новоствореному Бещадському повіті Польщі були поселені також поляки з переданої до складу СРСР території. Перед здачею району Польщі радянська влада провадила інтенсивну вирубку лісів, натомість лісонасадженням ніхто не займався. Українське населення в Бескидах поставили перед фактом, що до осені воно має виїхати: кожному селу повідомляли адресу нового місця проживання, строки й порядок виселення.
Багато хто з селян не вірив в переселення. Важким було прощання бойків зі своїми церквами. Громада Літовищ (перейменованих в тому часі на Шевченкове) постановила закопати відлиті на початку ХХ ст. на зароблені односельцями в Америці гроші дзвони «Іван» (500 кг) і «Михайло» (150 кг) між церквою і кладовищем: ніхто тоді не думав, що покидає Бескиди назавжди. В Дудчани (колгосп «Червонофлотець») з Літовищ переселили 247 родин (1043 особи).
На Херсонщині переселенці зустрілися з проблемами різного штибу — від побутових до ментальних. Якщо з побутовими протягом кількох років вдалося поладнати: будувалися нові будинки та цілі вулиці, то з ментальними було гірше. За постановку вертепу в Різдво 1952 року його організатори мали неприємну розмову в Бериславському КДБ, а одного з переселенців — Михайла Белея — за виготовлення костюмів для вертепників та малювання портретів І.Франка, Т.Шевченка, А.Шептицького Херсонський військовий трибунал засудив на 2,5 роки як політично небезпечного для радянського суспільства. В громаді Дудчани релігійні бойки мусили ходити пішки 10 км, аби помолитися в єдиній в околиці активній церкві.